# Адельф Мецский
Аде́льф (фр. Adelphe) (V век) — епископ Мецский. Святой, день памяти в Римско-католической церкви — 28 апреля, а также 29 августа.
Святой Адельф (Adelphe, Adelfus, Adelphus, или от греч. ἀδελφός — брат, или от герм. Adalwolf — благородный волк), или Адельфий (Adelfius), стал 10-м епископом Мецским после своего предшественника, святого Руфа. Достоверные сведения о святом Адельфе весьма скудны. Так, он упоминается в  датированном приблизительно 776 годом поминальном каталоге, который находится в составленном в середине IX века сакраментарии Дрогона (sacramentaire de Drogon, folio 126), сохранившемся до наших дней. Он также упоминается в труде «Деяния мецских епископов» (Liber de episcopus Mettensibus) Павла Диакона, датированном 783—784 годами, где ему и его предшественнику, святому Руфу, приписывалось совершение посмертных чудес. Согласно данным позднейших источников, Адельф возглавлял Мецскую епархию 17 лет. На кафедре Меца его преемником был епископ Фирмин.
Людовик Благочестивый перенёс святые мощи Адельфа в монастырь Нёйвиллер-ле-Саверн в 826 году или около 836 года.
Город Saint-Adelphe в Канаде назван в честь этого святого.